# Абужинский, Станислав Иванович
Станислав Иванович Абужинский (бел. Станіслаў Іванавіч Абужынскі; 1932, Житородь — февраль 1999) — советский колхозник. Герой Социалистического Труда (1966).

## Биография
Станислав Абужинский родился в 1932 году в польской деревне Житородь (сейчас Гродненского района Гродненской области Белоруссии).
С 1948 года работал в совхозе «Свислочь» Гродненского района ездовым. Впоследствии, окончив курсы механизаторов, трудился трактористом, затем комбайнёром в том же совхозе. Добивался высоких результатов труда. В дальнейшем стал звеньевым тракторной бригады.
30 апреля 1966 года Указом Президиума Верховного Совета СССР за успехи, достигнутые в увеличении производства и заготовок картофеля, овощей и плодов, удостоен звания Героя Социалистического Труда с вручением ордена Ленина и золотой медали «Серп и Молот».
В дальнейшем продолжал трудиться механизатором в совхозе. Ему передали самый мощный в хозяйстве трактор Т-150К. Обучал молодёжь работе.
Был депутатом Гродненского районного совета.
Жил в агрогородке Индура Гродненского района.
Умер в феврале 1999 года.
Награждён медалями.